# Селетки
Селетки — деревня в Большесосновском районе Пермского края. Входит в состав Петропавловского сельского поселения.

## История
Известна с 1796 г. как починок Селетков. Историческая справка: «Общество Селетковское. Деревня Селетки расположена при ключах, в 155 верст. от уездного города и в 7 в. от волостного правления, ближайшего училища и приходской церкви. Жители — русские, б. государственные крестьяне, православные и старообрядцы. Первые переселенцы приехали сюда более 160 лет тому назад из Казани. Старики находили серебряные монеты, по их мнению „чудские“; рассказывают общеизвестное в Сарапульском уезде предание о „чуди“ и об её самопогребении. Земля разделена по наличным душам обоего пола и по заможности домохозяев.»

## Географическое положение
Расположена примерно в 5 км к востоку от села Солоды и в 7 км от границы с Удмуртской республикой. Рельеф местности — преимущественно холмистый.

## Население
Население деревни
На 1991 год составляло 11 человек; 
2010 год — 26 человек;
2020 год - 18 человек.

В настоящее время проживает 18 человек.
| 2010 |
| ---- |
| 26   |

## Инфраструктура
Одна из насущных проблем деревни-отсутствие асфальтированной дороги до неё от районного центра. Это не лучшим образом отражается на её социально-демографической и экономической стороне развития. 2015 год - активно развивается фермерское направление в д.Селетки. Близость к районному центру позволяет находить сбыт фермерской продукции.

## Примечания

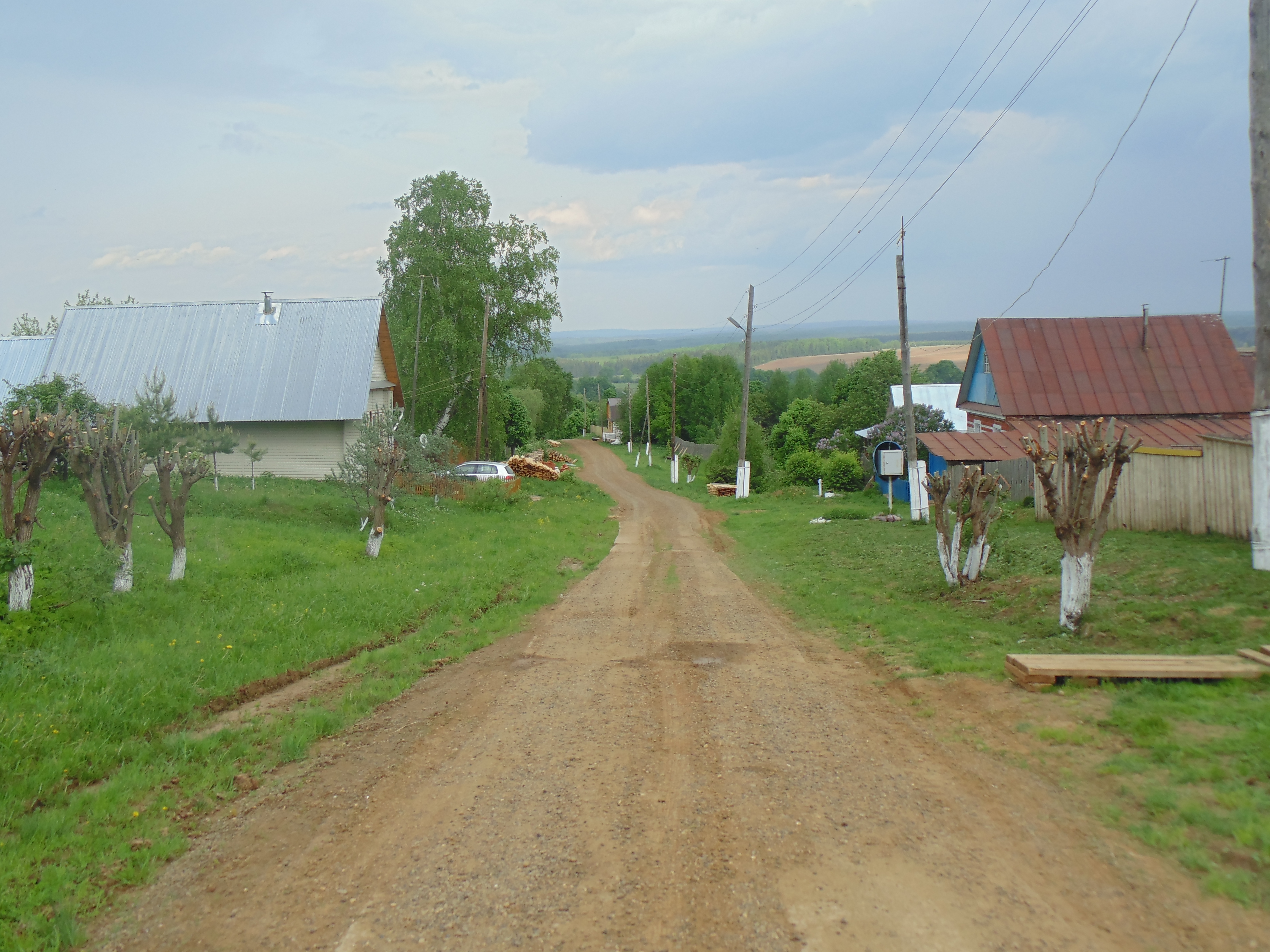

## Топографические карты
- Лист карты O-40-85 Петропавловск. Масштаб: 1 : 100 000. Состояние местности на 1983 год. Издание 1984 г.